# Fidesco
Группа компаний Фидеско (рум. Fidesco) — одна из первых и крупнейших компаний-сетей супермаркетов розничной торговли в Молдавии. Компания Фидеско была основана в 1992 году, её основным видом деятельности является импорт и оптово-розничная продажа продуктов питания. Форма собственности — 100 % частный капитал. Правовая форма — общество с ограниченной ответственностью (рум. S.R.L.).
Супермаркеты расположены в Кишинёве, Бельцах, Новых Аненах, Комрате, Оргееве, Бачой, Бубуечь, Чадыр-Лунге, Калараше, Каушанах, Твардице и Яловенах.